# Forum du livre de Saint-Louis
 (décembre 2022).
 (juillet 2019).
Si vous disposez d'ouvrages ou d'articles de référence ou si vous connaissez des sites web de qualité traitant du thème abordé ici, merci de compléter l'article en donnant les références utiles à sa vérifiabilité et en les liant à la section « Notes et références ».
Le Forum du Livre de Saint-Louis, créé en 1983, est un événements littéraires du Grand-Est. Il se tient pendant un week-end entre la mi-avril et la mi-mai à Saint-Louis (Haut-Rhin). Il rassemble plus de 30 000 visiteurs allant voir plus de 300 auteurs. Il prit place à son origine à la Salle des Fêtes, puis en 1986 dans la même salle ainsi qu'à la halle Nusser, et depuis 1988, il est fixé sur la place Georges-Gissy (place qui sépare les deux salles). En 2012, en raison de la destruction de deux salles, le Forum du Livre est exceptionnellement déplacé place de l'Hôtel de Ville. Il retrouve son emplacement historique durant l'édition 2016, au sein d'un nouvel espace municipal, le Forum Jean-Marie Zoellé[source secondaire souhaitée]. En 2017, pour sa 34 édition, son nom change. La Foire du livre de Saint-Louis devient le Forum du livre de Saint-Louis.

## Organisation
Le Forum se déroule généralement les vendredi, samedi et dimanche entre les mois d'avril et de mai. Complétant le Forum, des colloques et des expositions se déroulent dans la ville tout au long du week-end. 

## Présidents, invités d'honneur et présidents d'honneur
| Année | Président                 | Invité d'honneur                                                        | Président d'honneur   |
| ----- | ------------------------- | ----------------------------------------------------------------------- | --------------------- |
| 1989  | Marcel Schneider          |                                                                         |                       |
| 1990  | Robert Sabatier           |                                                                         |                       |
| 1991  | Claude Michelet           |                                                                         |                       |
| 1992  | Tomi Ungerer              |                                                                         |                       |
| 1993  | Janine Boissard           |                                                                         |                       |
| 1994  | Amin Maalouf              |                                                                         |                       |
| 1995  | Didier van Cauwelaert     |                                                                         |                       |
| 1996  | Didier Decoin             |                                                                         |                       |
| 1997  | Pascale Roze              |                                                                         |                       |
| 1998  | Patrick Rambaud           |                                                                         |                       |
| 1999  | Jean-Pierre Coffe         |                                                                         |                       |
| 2000  | Paule Constant            |                                                                         |                       |
| 2001  | Jean-Jacques Schuhl       |                                                                         |                       |
| 2002  | Jean-Christophe Rufin     |                                                                         |                       |
| 2003  | Robert Sabatier (2e fois) |                                                                         |                       |
| 2004  | Yves Berger               |                                                                         |                       |
| 2005  | Axel Kahn                 |                                                                         |                       |
| 2006  | François Weyergans        |                                                                         |                       |
| 2007  | Alain Rey                 |                                                                         |                       |
| 2008  | Jean d'Ormesson           |                                                                         |                       |
| 2009  | Claude Durand             | Maurice Denuzière                                                       |                       |
| 2010  | Daniel Picouly            | Charles Aznavour                                                        | André Comte-Sponville |
| 2011  | Antoine Veil Simone Veil  | Zoé Valdés Didier van Cauwelaert Éric Naulleau                          |                       |
| 2012  | Jean-Michel Ribes         | Jean-Claude Carrière Olivier Bellamy                                    |                       |
| 2013  | Paule Constant (2e fois)  | Jean Clair Janine Boissard Axel Kahn Marie Sellier                      |                       |
| 2014  | Olivier Barrot            | Maryvonne de Saint-Pulgent Gaëtan Dorémis                               |                       |
| 2015  | Frédéric Vitoux           | Éric-Emmanuel Schmitt Thierry Dedieu                                    |                       |
| 2016  | Laure Adler               | Alain Serres                                                            |                       |
| 2017  | Jean-Claude Carrière      | Tonino Benacquista Bernard Werber Franz-Olivier Giesbert Sylvaine Jaoui |                       |
| 2018  | Pierre Assouline          | Philippe Claudel Didier Van Cauwelaert Robert Kopp Marie-Hélène Delval  |                       |
| 2019  | Danièle Sallenave         | Amin Maalouf Dominique Fernandez Christian Heinrich                     |                       |
| 2020  | Annulé                    | cause Covid-19                                                          |                       |
| 2021  | Marc Levy                 | Vincent Cuvellier                                                       |                       |
| 2022  | Éric Fottorino            | Claudie Gallay Pierre Bordage Nadine Brun-Cosme                         |                       |
| 2023  | Didier Decoin             | Gilles Leroy Pascal Picq Claudie Hunzinger Philippe Godard              |                       |
| 2024  | Sorj Chalandon            | Adeline Dieudonné Michel Bussi Jean-Christophe Rufin Rascal             |                       |

## Participants célèbres
Cette section ne s'appuie pas, ou pas assez, sur des sources secondaires ou tertiaires indépendantes du sujet.

Pour l'améliorer, ajoutez-en, ou placez des modèles {{Source secondaire souhaitée}} ou {{Source secondaire nécessaire}} sur les passages mal sourcés. (décembre 2022)

### En 2010
| - André Comte-Sponville (président d'honneur) - Daniel Picouly (président) - Charles Aznavour (invité d'honneur) | - Bernard Benyamin - Mireille Calmel - Patrice Carmouze - Colette Fellous - Bernard Friot - Nedim Gürsel - Yaël Hassan - Axel Kahn | - Douglas Kennedy - Catherine Laborde - Fabien Lecœuvre - Laurent Mariotte - Gérard Oberlé - Patrick Poivre d'Arvor - Raymond Poulidor - Bruno Putzulu | - Michel Quint - Mikhail Rudy - Jean-Noël Schifano - Morgan Sportès - Gérald Tenenbaum - Marcel Uderzo |

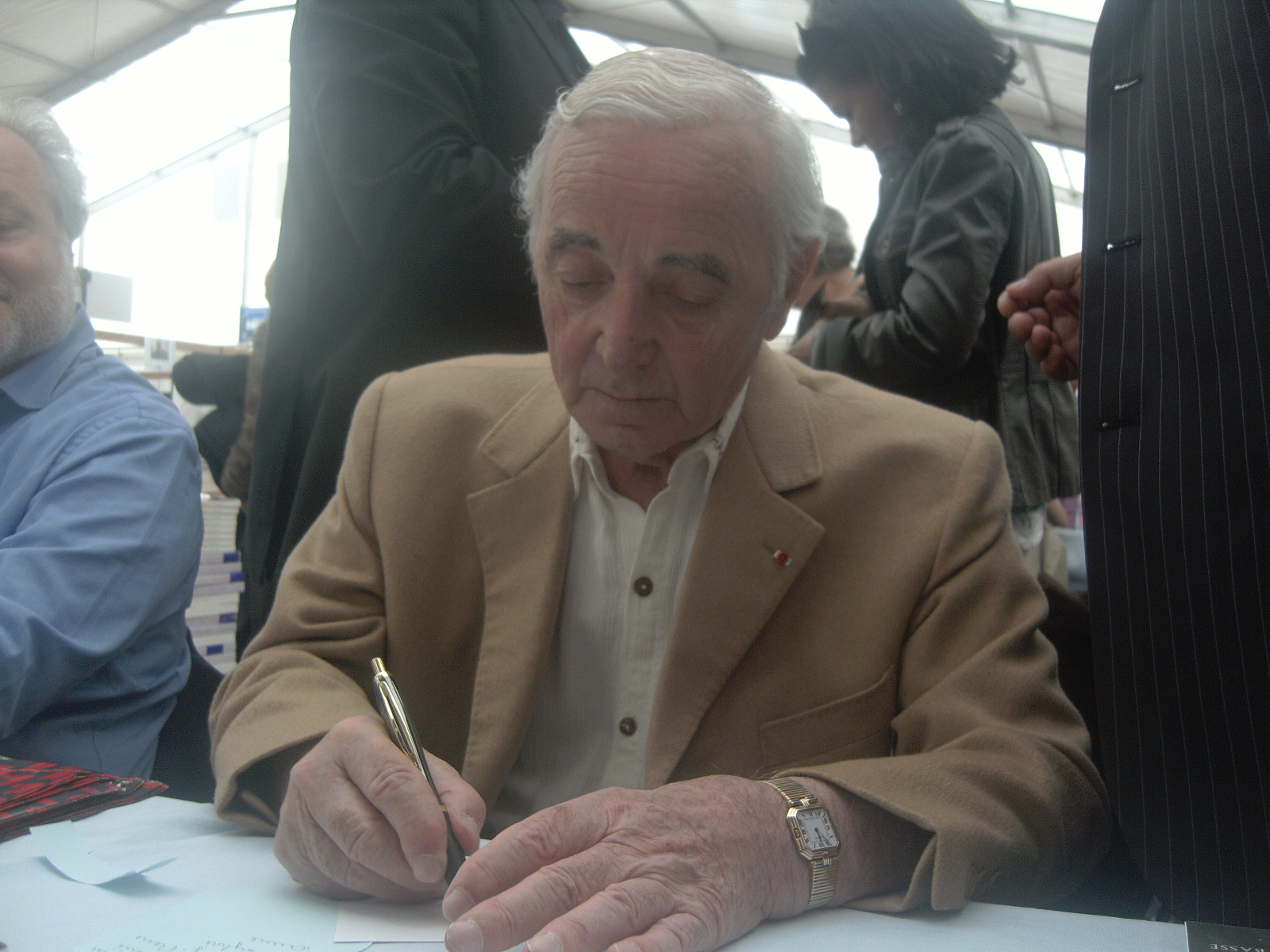
Charles Aznavour (2010)
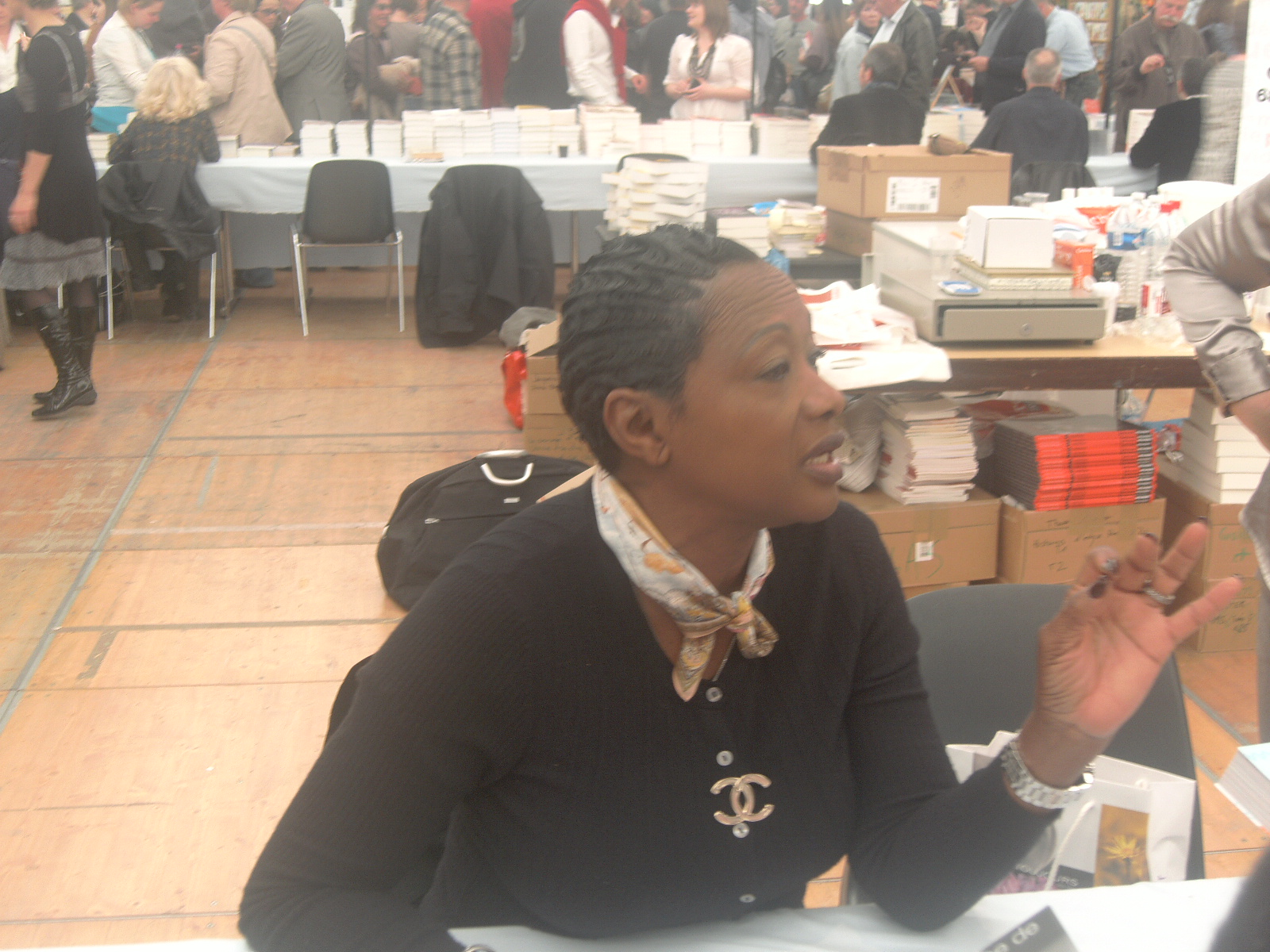
Babette de Rozières (2010)

### En 2011
| - Antoine Veil (coprésident) - Simone Veil (coprésident) | - Zoé Valdés (invitée d'honneur) - Didier van Cauwelaert (invitée d'honneur) - Éric Naulleau (invité d'honneur) | - Malek Chebel - Jean-Loup Chiflet - Patrick de Carolis - Michèle Gazier - Denis Grozdanovitch - Tatiana de Rosnay - Babette de Rozières - Fatou Diome | - Gilles Lapouge - Eduardo Manet - Guy Marchand - Chantal Pelletier - Pierre Pelot - Gilles Pudlowski - Alain Rey - Jean Rouaud | - Denis Tillinac - Georges Vigarello |

### En 2012
| - Jean-Michel Ribes (président) | - Jean-Claude Carrière (invité d'honneur) - Olivier Bellamy (invité d'honneur) | - Vera Michalski - Claude Durand - Françoise Nyssen - Metin Arditi - Benoît Duteurtre - Jean-Christian Petitfils |

### En 2013
| - Paule Constant (président) | - Jean Clair (invité d'honneur) - Axel Kahn (invité d'honneur) - Janine Boissard (invité d'honneur) - Marie Sellier (invité d'honneur) | - Gordon Zola - Serge Joncour - Vanna Vinci - André Muller - Daniel Radford - Stéphane Perger - Harold Cobert - Michèle Grazier - Isabelle Autissier |

### En 2014
| - Olivier Barrot (président) | - Maryvonne de Saint-Pulgent (invité d'honneur) - Gaétan Doremis (invité d'honneur) | - Michel Drucker - Coline Serreau - Pierre Antony Allard - Jean-François Kahn - Lorraine Fouchet - Laurence Tardieu - Patrice Delbourg - Olivier Delorme |

### En 2015
| - Frédéric Vitoux (président) | - Éric-Emmanuel Schmitt (invité d'honneur) - Thierry Dedieu (invité d'honneur) | - Audrey Pulvar - Philippe Besson - Jean Teulé - Simone Morgenthaler - Philippe Torreton - Alban Michon - Viktor Lazlo - Wilfried N'Sondé - Stefanie de Velasco |

### En 2016
| - Laure Adler (présidente) | - Alain Serre (invité d'honneur) | - Simona Sparaco - Sonia Pelletier-Gautier - Agnès Michaux - Patrick Barbier - Gilda Piersanti - Pierre Douglas - Alain Jaubert |

### En 2017
| - Jean-Claude Carrière (président) | - Bernard Werber (invité d'honneur) - Franz-Olivier Giesbert (invité d'honneur) - Tonino Benacquista (invité d'honneur) - Sylvaine Jaoui (invitée d'honneur) | - Roland Ries - Antoine Hepp - Laurent Mariotte - Helena Noguerra - Christophe Alévêque - Anne Richard |

### En 2018
| - Pierre Assouline (président) | - Philippe Claudel (invité d'honneur) - Didier Van Cauwelaert (invité d'honneur) - Robert Kopp (invité d'honneur) - Marie-Hélène Delval (invitée d'honneur) | - Axel Kahn - Romain Puertolas - Catherine Ceylac - Michel Jourdan - Thierry Beccaro - Marc Welinski - Didier Paquignon |

### En 2019
| - Danièle Sallenave (présidente) | - Amin Maalouf (invité d'honneur) - Dominique Fernandez (invité d'honneur) - Christian Heinrich (invité d'honneur) | - France Brel - Cali - Pierre Vasarely - Fabrice Midal - Agnès Ledig - Jean-François Kahn - Katharina Hagena |

### En 2020
Édition annulée en raison de l'épidémie Covid-19

### En 2021
| - Marc Levy (président) | - Vincent Cuvellier (invité d'honneur) | - Olivier Garraud - Jean-Daniel Tissot - Axel Kahn - Jérôme Lereculey - Carbone - Katia Astafieff - Didier Helmstetter - FaÏza Guène - Nadine Brun-Cosme - Anna Aparicio Catala - Stéphane Husar - Laurent Petitmangin - Miguel Bonnefoy - Michel Tognini - Claudia Chatelus - Stéphane Loignon - Thomas Sammut - Léa Dall' aglio - Vincent Guerrier - Bernard Jurth |

### En 2022
| - Éric Fottorino (président) | - Claudie Gallay (invité d'honneur) - Pierre Bordage (invité d'honneur jeunesse) - Nadine Brun-Cosme (invitée d'honneur jeunesse) | - Claire Norton - Philippe Caroit - Régis Wargnier - Charlotte Valandrey - Agnès Ledig - Yannick Vicente - Alain Baraton - Elsa Fottorino - Marc Levy - Vincent Radureau - Marie Battinger - Isabelle Alonso - Tristane Banon - Pascale Hugues - Delphine Arbo Pariente - Laure Hillerin - Didier Helmstetter - Francis Martin - Michel le Van Quyen - Laurent Marie - Brice Lefaux |

### En 2023
| - Didier Decoin (président) | - Gilles Leroy (invité d'honneur) - Pascal Picq (invité) - Claudie Hunzinger (invitée) - Philippe Godard (invité) | - Jacques Toubon - Grégoire Delacourt - Feurat Alani - Marie Vareille - François Rollin - Harold Hessel - Gilles Marchand - Marie Sebag - Frédéric Maget - Mathilde Saliou - Isabelle Duquesnoy - Patrick Barbier - Frédéric Lepage - Cyril Carrère - Margot Le Moal - Jean Le Moal - Annette Hug - Jérôme Lefilliâtre - Victor Noël |

### En 2024
| - Sorj Chalandon (président) | - Adeline Dieudonné (invité d'honneur) - Michel Bussi (invité d'honneur jeunesse) - Jean-Christophe Rufin (invité d'honneur jeunesse) - Rascal (invité d'honneur jeunesse) | - Pierre Haski - Wilfried N'Sondé - Akli Tadjer - Guy Boley - Moussa Camara - Harold Cobert - Agathe Natanson - Stéphanie Hochet - Lisette Lombé - Marlène Charine - Fabrice Papillon - Jérémy Fel - Maxime Girardeau - Jonathan Werber - Laura Sibony - Emma Doude van Troostwijk - Guillaume Huon - Basile Mulciba - Émilie Querbalec - Emmanuel Chastellière - Chloé Chevalier |

## Les prix décernés

### Les prix littéraires

#### Le prixPrintemps du roman
Le prix a été créé en 1997 par Jean-Jacques Brochier, rédacteur en chef du Magazine littéraire avec Danièle Brison et Chantal Robillard, lors de la 14e Foire du livre de Saint-Louis avec ses partenaires : la Direction régionale des affaires culturelles d'Alsace, le journal L'Alsace et la ville de Saint-Louis. Le montant du prix (en 2011) est de 6 100 €. Depuis le décès de Jean-Jacques Brochier en 2004, la présidence de ce jury est tournante : Michel Crépu (2006), Michèle Gazier (2007), Chantal Robillard (2008), Jacques Lindecker (2009)[source secondaire souhaitée].
| Année | Nom                              | Titre                                         |
| ----- | -------------------------------- | --------------------------------------------- |
| 1997  | Louis Gardel                     | L'Aurore des Bien-Aimés                       |
| 1998  | François Weyergans               | Franz et François                             |
| 1999  | Marie Sinoué                     | Domino                                        |
| 2000  | Dai Sijie                        | Balzac et la petite tailleuse chinoise        |
| 2001  | Alice Ferney                     | La Conversation amoureuse                     |
| 2002  | Michèle Gazier                   | Le Fil de soie                                |
| 2003  | Michel del Castillo              | Les Portes du sang                            |
| 2004  | Richard Millet                   | Ma vie parmi les ombres                       |
| 2005  | Colette Fellous                  | Aujourd'hui                                   |
| 2006  | Michèle Lesbre                   | La Petite Trotteuse                           |
| 2007  | Gilles Lapouge                   | Le Bois des amoureux                          |
| 2008  | Paul Fournel                     | Chamboula                                     |
| 2009  | Jean-Noël Pancrazi               | Montecristi                                   |
| 2010  | Dominique Fabre                  | J'aimerais revoir Callaghan                   |
| 2011  | Nathalie Kuperman                | Nous étions des êtres vivants                 |
| 2012  | Laurence Tardieu                 | La Confusion des peines                       |
| 2013  | Marie-Hélène Lafon               | Les pays                                      |
| 2013  | Chantal Pelletier                | Cinq femmes chinoises                         |
| 2014  | Yves Bichet                      | L'homme qui marche                            |
| 2015  | Mercedes Deambrosis              | L’étrange apparition de Tecla Osorio          |
| 2016  | Anne Plantagenet                 | Appelez-moi Lorca Horowitz                    |
| 2017  | Stéphanie Hochet / Nicolas Idier | L’animal et son biographe / Nouvelle jeunesse |
| 2018  | Richard Morgiève                 | Les hommes                                    |
| 2019  | Tiffany Tavernier                | Roissy                                        |
| 2020  | Annulé                           | Cause covid-19                                |

#### Le Prix des Romancières
Ce prix a été créé, en partenariat avec le conseil régional d'Alsace et la ville de Saint-Louis en 1999, lors de la 16e Foire du Livre de Saint-Louis. Le conseil régional d'Alsace s’est associé à la ville de Saint Louis pour la promotion de ce prix qui est doté de 3 000 €. Il récompense un auteur de roman grand public paru au cours de la saison littéraire de l'année. Présidente du jury du prix des Romancières : Michèle Kahn.
| Année | Nom                            | Titre                                       |
| ----- | ------------------------------ | ------------------------------------------- |
| 1999  | Alphonse Boudard               | Chère visiteuse                             |
| 2000  | Amin Maalouf                   | Le Périple de Baldassare                    |
| 2001  | Gilbert Sinoué                 | Des jours et des nuits                      |
| 2002  | Clémence de Bieville           | La Bonne Aventure                           |
| 2003  | Dan Franck                     | Les Enfants                                 |
| 2004  | Vladimir Fédorovski            | Les Deux Sœurs                              |
| 2005  | Daniel Picouly                 | Le Cœur à la craie                          |
| 2006  | Gonzague Saint Bris            | L’Enfant de Vinci                           |
| 2007  | Isabelle Alonso Pierre Charras | L’Exil est mon pays Bonne nuit, doux prince |
| 2008  | Jacques Expert                 | La Femme du monstre                         |
| 2009  | Alexandra Lapierre             | Tout l'honneur des hommes                   |
| 2010  | Audrey Claire                  | Le Vent amer, une femme face à Wall Street  |
| 2011  | Patrick de Carolis             | La Dame du Palatin                          |
| 2012  | Nicolas d'Estienne d'Orves     | L'Enfant du premier matin                   |
| 2013  | Didier van Cauwelaert          | La femme de nos vies                        |
| 2014  | Jérôme Garcin                  | Bleus horizons                              |
| 2015  | Marie-Laure de Cazotte         | À l’ombre des vainqueurs                    |
| 2016  | Olivier Weber                  | L’enchantement du monde                     |
| 2017  | François Cérésa                | Poupe                                       |
| 2018  | Patricia Reznikov              | Le songe du photographe                     |
| 2019  | Jean-Paul Delfino              | Les voyages de sable                        |
| 2020  | Annulé                         | Cause Covid-19                              |
| 2021  | Andreï Makine                  | L’Ami arménien                              |
| 2022  | François-Guillaume Lorrain     | Scarlett                                    |
| 2023  | Véronique Ovaldé               | Fille en colère sur un banc de pierre       |
| 2024  | Camille de Peretti             | L'inconnu du portrait                       |

#### Le prix Sorcières
Les Prix Sorcières, décernés depuis 1986 par l'Association des Librairies Spécialisées Jeunesse (ALSJ), en collaboration avec l'Association des Bibliothécaires de France (ABF) depuis 1989, portent sur une sélection d'ouvrages pour la jeunesse ayant le plus marqué les professionnels dans leur pratique quotidienne[source secondaire souhaitée].
| Année | Nom                                     | Titre                            |
| ----- | --------------------------------------- | -------------------------------- |
| 2021  | Delphine Vallet et Pierre-Emmanuel Lyet | Quand les escargots vont au ciel |

#### Le prix du Lys
Le Prix du lys, créé par le Club 41-12e région, est doté d’un montant de 1 241 €. Il couronne un livre de qualité, écrit en français ou traduit de l’allemand, mettant en valeur le patrimoine culturel et historique de notre région[style à revoir]. Le jury est composé de membres éminents[pourquoi ?] des clubs 41 : Claude Studer (Président), Jean Ueberschlag, Pascal Schultz, François Brugger, René Wintz, Jean Luc Wackermann et Bernard Huber[source secondaire souhaitée].
| Année | Nom               | Titre                             |
| ----- | ----------------- | --------------------------------- |
| 2014  | Joseph Doré       | Pourquoi j’aime l’Alsace          |
| 2015  | Miguel Haler      | Moi, Joseph l’Alsacien            |
| 2016  | Geneviève Senger  | La dynastie des Weber             |
| 2017  | Laura Weissbecker | Comment je suis devenue chinoise  |
| 2018  | Martial Debriffe  | Le pinceau du roi                 |
| 2019  | Gabriel Braeuner  | Au cœur de l'Europe humaniste     |
| 2020  | Annulé            | Cause covid-19                    |
| 2021  | Georges Bischoff  | Dans le ventre de l’Alsace        |
| 2022  | Élise Fischer     | Là où renaît l'espoir             |
| 2023  | Kate McAlistair   | Le palais des mille vents         |
| 2024  | Anne Debiane      | Quand la souris joue avec le chat |

### Les prix jeunesse

#### Le prix jeunesse de la BD
Ce prix a été créé en 2003 lors de la 23e Foire du Livre. Le jury est composé d'élèves des deux collèges et du lycée de Saint-Louis. Il est présidé chaque année par un auteur de bande dessinée. Le président remet le prix lors de l’inauguration et donne une récompense de 1 500 €, puis il participe ensuite à une rencontre entre les enfants et le lauréat[source secondaire souhaitée].
| Année | Nom                                     | Titre                                                 | Président du jury   |
| ----- | --------------------------------------- | ----------------------------------------------------- | ------------------- |
| 2003  | Fabrice Tarrin                          | Violine T.02 - Le mauvais œil                         | Michel Weyland      |
| 2004  | J. Étienne                              | Gargouille T.01                                       | Albert Weinberg     |
| 2005  | Julien Neel                             | Lou T.01 - Journal infime                             | Raoul Cauvin        |
| 2006  | Raphaël Drommelschlager et Tony Valente | Les 4 princes de Ganahan T.02 - Shâal                 | Albert Algoud       |
| 2007  | Nauriel, Amélie Sarn et Éric Corbeyran  | Nanami T.01 - Le théâtre du vent                      | Tarek               |
| 2008  | Laurand                                 | Les dérivantes T.01 - De l'autre côté du lagon        | Gwendal Lemercier   |
| 2009  | STI et Pahé                             | Dipoula T.01 - Mbolo                                  | Julien Neel         |
| 2010  | Tony Valente                            | Hana Attori T.01 - Irréductibles ninjas               | Jean-Charles Gaudin |
| 2011  | Audrey Alwett                           | Lord of Burger T.01 - Le clos des épices              | Mathieu Sapin       |
| 2012  | Ludovic Danjou                          | L'île de Puki T.01 - Au début le cœur                 | Tito                |
| 2013  | Aurélie Neyret et Joris Chamblain       | Les Carnets de Cerise T.1- Le zoo pétrifié            | Olivier Supiot      |
| 2014  | Bruno Dequier (dessin et scénario)      | Louca T.1                                             | Jean Pleyers        |
| 2015  | Brice Cossu et Jean-Charles Gaudin      | Les enquêtes de Mistérium                             | Guillaume Bianco    |
| 2016  | Vincent Dugomier et Benoît Ers          | Les enfants de la résistance T. 1 - Premières actions | Rodolphe            |
| 2017  | Lylian, Paul Drouin et Lorien           | La famille fantastique T. 1 - Le prince Devil         | Jérôme Lereculey    |
| 2018  | Joris Chamblain et Anne-Lise Nalin      | Journal d’un enfant de lune                           | Vincent Dugomier    |
| 2019  | Carbone et Gijé                         | La boîte à musique T.1 - Bienvenue à Pandorient       |                     |
| 2020  | Annulé                                  | Cause covid-19                                        |                     |
| 2021  | Paul Drouin                             | Les Géants T.01 « Erin »                              |                     |
| 2022  | Aveline Stokart                         | Elles T.01 La nouvelle(s)                             |                     |
| 2023  | Matias Istolainen                       | Cosplay                                               |                     |
| 2024  | James Christ                            | Totem T.1                                             |                     |